# Trường Trung học phổ thông chuyên Chu Văn An, Gia Lai
Trường Trung học phổ thông chuyên Chu Văn An (tiếng Anh: Chu Van An High School for Gifted Student in Gia Lai) là một trường trung học phổ thông chuyên công lập, có trụ sở tại Khu phố 5, phường Bồng Sơn, tỉnh Gia Lai và là một trong ba trường chuyên của tỉnh.

## Tổng quát
Trường THPT chuyên Chu Văn An được thành lập theo Quyết định số 4737/QĐ-UBND ngày 23 tháng 12 năm 2016 của Chủ tịch Ủy ban Nhân dân tỉnh Bình Định. Trường có nhiệm vụ phát hiện và tổ chức giảng dạy những học sinh có tư chất thông minh, xuất sắc trong học tập và phát triển năng khiếu của các em về một số môn học trên cơ sở đảm bảo giáo dục phổ thông toàn diện tại cánh Bắc của tỉnh Bình Định. Trường chính thức khai giảng năm học mới đầu tiên năm 2017. Hiệu trưởng đầu tiên của trường là Thạc sĩ Dương Trọng Anh (2016 đến nay).
Năm học 2017 - 2018 nhà trường có 8 lớp. Trong đó, có 07 lớp chuyên (Toán, Lý, Hoá, Sinh, Toán - Tin, Văn, Tiếng Anh) và 01 lớp không chuyên. Đến năm học 2019-2020 nhà trường sẽ có 3 khối với 24 lớp, mỗi khối có 07 lớp chuyên (Toán, Lý, Hoá, Sinh, Toán - Tin, Văn, Tiếng Anh) và 01 lớp không chuyên. Kể từ năm học 2024-2025, lớp không chuyên đã được thay thế bằng lớp chuyên Lịch sử và từ năm học 2025-2026, một lớp chuyên Địa lí đã được thêm vào.

## Quy mô
Trường THPT chuyên Chu Văn An hiện đóng trên địa bàn thị xã Hoài Nhơn. Trường sử dụng một phần hiện trạng đất đai và cơ sở vật chất của trường Trung cấp nghề Hoài Nhơn bao gồm 24.000m2 về phía Nam. Hiện tại, khuôn viên của Trường gồm:
- Khu Giảng Dạy

1. 01 Nhà hiệu bộ có đủ phòng làm việc cho các bộ phận
2. 02 dãy phòng học 2 tầng 16 phòng, được trang bị đầy đủ bàn ghế giáo viên, bàn ghế học sinh, hệ thống quạt, ánh sáng đầy đủ.
3. 01 dãy phòng học bộ môn: Vật lý, Hóa học, Sinh học
4. 01 phòng họp đầy đủ trang thiết bị
5. Hệ thống nhà vệ sinh sạch sẽ khép kín
6. 2 phòng máy thực hành tin học (theo chương trình hỗ trợ của Hàn quốc)

- Khu Kí túc xá gồm 28 phòng với 224 giường, có sức chứa 08 học sinh/ 01 phòng (08 giường)
- Khu Nhà để xe cho cán bộ, giáo viên và học sinh với diện tích 130m2
- Khu nhà thi đấu, tập luyện thể thao đa năng

## Đào tạo
Trường có nhiệm vụ phát hiện và đào tạo học sinh có năng khiếu, chuẩn bị cho học sinh có vốn kiến thức và phương pháp tư duy sáng tạo để học tốt bậc đại học và các bậc học cao hơn, góp phần đào tạo nguồn sinh viên tốt cho các trường đại học, tiền đề nguồn nhân lực có chất lượng cho quốc gia.